# 335500 Espresso
335500 Espresso è un asteroide della fascia principale interna. Scoperto nel 2005, presenta un'orbita caratterizzata da un semiasse maggiore pari a 2,468427 UA e da un'eccentricità di 0,169813, inclinata di 2,297704° rispetto all'eclittica.
Fa parte della famiglia di asteroidi Massalia.
È dedicato al caffè espresso, una tipologia della preparazione della bevanda.